# Cultura de Quada
A cultura de Quada ou cultura quadana desenvolveu-se em torno de 12000 AP da Segunda Catarata ao sul do Egito.[carece de fontes?] Ao todo foram identificados três cemitérios quadanos que apresentam as primeiras evidências de uso de espólio em túmulos, assim como de conflitos: muitos dos corpos identificados possuem profundos ferimentos pelo corpo o que sugere assassinato e, consequentemente, a conquista da cultura quadana pelos caçadores e coletores do deserto durante uma das fases secas do período. É evidente em alguns sítios o abandono da pesca, possivelmente porque os grãos cultivados e os grandes rebanhos de animais de grande porte que ainda caçavam, criou uma nova dieta auto-suficiente;
A indústria lítica do período baseou-se em micrólitos, especialmente lunados, e mós. Phillipson sugere que a "variação nas frequências percentuais dos vários tipos de ferramentas micrólitas encontradas em locais diferentes reflete a variedade de atividades realizadas pela população". Phillipson também afirma que os habitantes locais eram mechtoids.